# Processo di Stammheim
Il processo di Stammheim (noto anche come processo RAF) è stato un processo penale contro i leader della Rote Armee Fraktion di "prima generazione". Iniziato il 21 maggio 1975 vide imputati i membri della RAF Andreas Baader, Ulrike Meinhof, Gudrun Ensslin e Jan-Carl Raspe, accusati di omicidio in quattro casi e di tentato omicidio in 54 casi.
Il processo si svolse dinanzi al Tribunale regionale superiore di Stoccarda. Per motivi di sicurezza, per il processo venne costruita una sala polivalente senza finestre sul terreno della prigione di Stammheim, che fu utilizzata come aula di tribunale. I costi di costruzione  ammontarono a dodici milioni di marchi tedeschi. Il 17 ottobre 2017 è stato annunciato che l'edificio sarebbe stato demolito. Il processo è stato uno dei più elaborati e più lunghi della storia tedesca del dopoguerra. Si concluse con la condanna di Baader, Ensslin e Raspe per omicidio del 28 aprile 1977. Ulrike Meinhof si era già suicidata nel maggio 1976.
In occasione del processo il codice di procedura penale tedesco venne modificato sotto vari aspetti. Nell'ambito del processo di Stammheim, il Bundesamt für Verfassungsschutz (Ufficio Federale per la Protezione della Costituzione) intervenne in modo anticostituzionale, come rilevato dal caso delle intercettazioni di Stammheim, intercettando illegalmente i colloqui tra gli imputati e i loro difensori.
Tra gli imputati vi fu anche Holger Meins, il quale era già morto il 9 novembre 1974 nel carcere di Wittlich durante uno sciopero della fame. Ulrike Meinhof si impiccò l'8 maggio 1976 durante il processo. I tre imputati rimasti vennero condannati all'ergastolo per aver compiuto congiuntamente sei attentati dinamitardi a scopo terroristico con 34 capi d'accusa per tentato omicidio e quattro per omicidio. Anch'essi tuttavia si suicidarono prima che la sentenza del giudizio diventasse definitiva.

## L'andamento del processo
La durata del processo (192 giorni), le dimensioni dell'atto d'accusa (354 pagine) e i verbali di prova (circa 50.000 pagine) dimostrano che si tratta di uno dei più grandi processi nella Repubblica Federale Tedesca. Secondo l'atto d'accusa, la procura aveva intenzione di convocare 997 testimoni, tra cui la madre di Andreas Baader, la sorella e i genitori di Gudrun Ensslin, il marito di Ulrike Meinhof e parenti stretti di Holger Meins e Jan-Carl Raspe. Ottanta esperti e un interprete vennero inoltre nominati. Vennero presi in considerazione in maniera minuziosa numerosissimi elementi materiali di prova.
I difensori di Baader, Klaus Croissant, Kurt Groenewold e Hans-Christian Ströbele, vennero esclusi dal processo sulla base del codice di procedura penale tedesco recentemente modificato, in quanto accusati di sostenere le azioni dei loro clienti. Le obiezioni sollevate all'inizio del processo vennero inizialmente respinte. Quando anche il procuratore generale federale presso la Corte Federale di Giustizia espresse riserve, il processo venne rinviato. Il processo, iniziato il 21 maggio 1975, poté proseguire solo il 5 giugno.
Il processo venne ostacolato dagli scioperi della fame degli imputati. Gli stessi imputati affermarono di trovarsi in una "guerra contro lo Stato". Il tempo giornalmente allocato per le udienze del processo venne pertanto ridotto a poche ore. Questa decisione venne in seguito ribaltata con la motivazione che gli imputati avrebbero effettuato gli scioperi della fame al solo scopo di rallentare e fare ostruzione al regolare svolgimento del processo. Altri esperti, invece, sostennero la tesi secondo cui gli imputati volessero migliorare le loro condizioni di detenzione attraverso lo sciopero della fame.
In occasione del processo di Stammheim, il codice di procedura penale tedesco (StPO) venne modificato in diversi punti durante il processo.
Venne così stabilito, per la prima volta, che un'udienza potesse essere tenuta in assenza dell'imputato se quest'ultimo avesse provocato deliberatamente e colpevolmente la sua incapacità processuale (ad es. per mezzo delle sciopero della fame) (art. 231 a. StPO). Inoltre, il numero di avvocati della difesa eletti venne limitato a tre (art. 137, paragrafo 1, secondo comma, StPO); venne introdotto il divieto di difesa multipla (art.146 StPO) e l'esclusione degli avvocati della difesa venne standardizzata per legge (artt. 138 a-d StPO).
Il processo ricevette critiche anche a causa del caso delle intercettazioni di Stammheim, giudicate incostituzionali.
Il processo fu caratterizzato da aspre battaglie verbali. Esempi di tali polemiche furono le dichiarazioni del portavoce della difesa Otto Schily al giudice Theodor Prinzing il 37º giorno del processo: "La tua veste diventa sempre più corta e il coccodrillo sotto di essa sempre più visibile" e le osservazioni di Rupert von Plottnitz: "Heil (saluto hitleriano del III Reich), Dr. Prinzing!".